# Parapriona brunneomarginata
Parapriona brunneomarginata är en skalbaggsart som beskrevs av Stefan von Breuning 1948. Parapriona brunneomarginata ingår i släktet Parapriona och familjen långhorningar. Inga underarter finns listade i Catalogue of Life.